# Jelizaveta Černyšovová
Jelizaveta Černyšovová (* 26. ledna 1958) je bývalá sovětská atletka, která se věnovala krátkým překážkovým běhům. Je halovou mistryní světa (1989).
Největší úspěch pro ni znamenalo vítězství v běhu na 60 metrů překážek na halovém mistrovství světa v roce 1989. Zároveň si vytvořila osobní rekord na této trati 7,82.